# Amahl and the Night Visitors

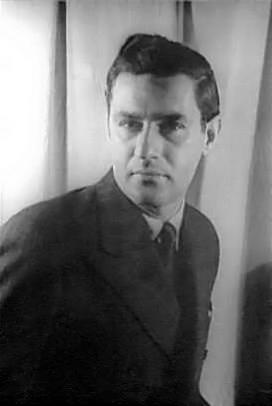
Gian Carlo Menotti

Amahl and the Night Visitors  (Amahl och de nattliga besökarna) är en opera (julspel) i en akt med musik och text av Gian Carlo Menotti.

## Historia
1951 fick Menotti en förfrågan om att komponera den första TV-sända operan för den amerikanska kanalen NBC. Operan skulle sändas på julafton samma år, men så sent fram som i november hade Menotti ännu inte hittat ett lämpligt ämne att skriva om. Under en vandring på konstmuseet Metropolitan Museum of Art i New York fick han syn på Hieronymus Boschs tavla Konungarnas tillbedjan. Han mindes sin barndoms jular i Italien, där det enligt tradition var de Tre vise männen som delade ut julgåvor till barnen istället för Jultomten. Nu hade han funnit ämnet för sin opera och han satte snabbt igång med att färdigställa verket. Repetitionerna fick påbörjas innan hela operan var färdigskriven och sångarna hade ont om tid att lära in stycket. De sista noterna blev klara bara dagar innan sändningen skulle gå av stapeln. Menottis livskamrat Samuel Barber kallades in för att renskriva partituret. Det var Menottis uttryckliga önskan att rollen som Amahl alltid skulle sjungas av en gossopran, och inte under några som helst omständigheter fick den sjungas av en kvinna utklädd till pojke.
Julafton 1951 uruppfördes operan av NBC Opera Theatre i Rockefeller Center i New York. Svensk premiär den 4 december 1952 på Stora Teatern i Göteborg. TV-teatern sände en uppsättning av operan på juldagen 1955 i regi av Else Fisher och dirigerad av Sten Frykberg. De tre vise männen sjöngs av Gösta Björling, Bernhard Sönnerstedt och Sven-Erik Jacobsson. Arne Wirén var pagen och Bette Björling modern. Amahl skulle sjungas av den unge Christer Olsson. Han övade in sitt svåra sångparti i nära ett år, men kom i målbrottet en vecka före tv-sändningen och en ung operasångerska fick låna honom sin röst.

### Jultradition med förhinder

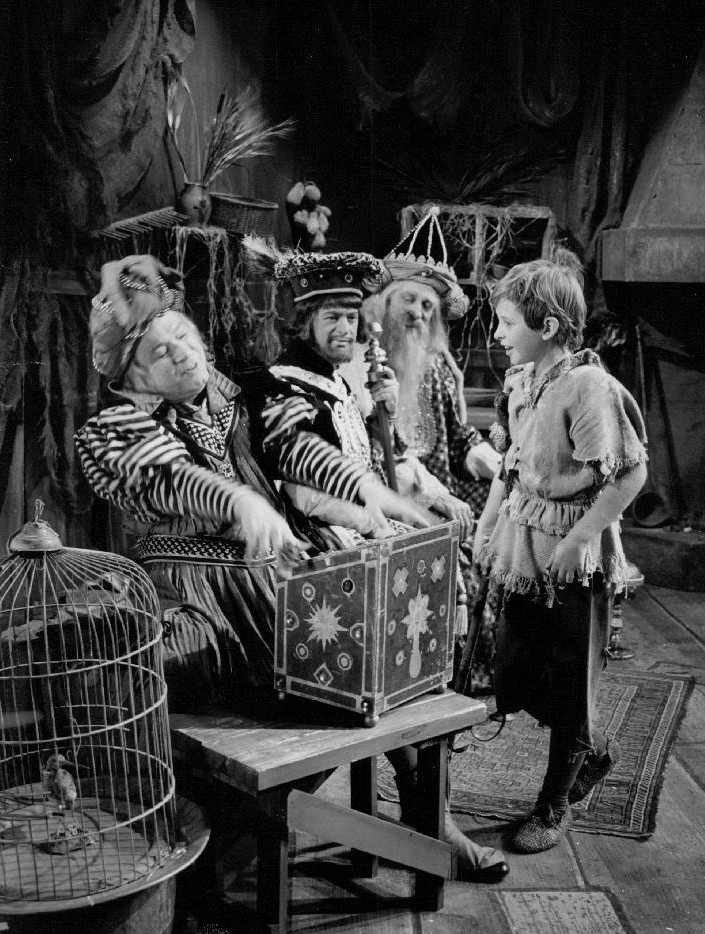
1958 års direktsändning med Andrew McKinley, Leon Lishner och David Aiken som de tre konungarna, och Kirk Jordan som Amahl.

Operan var en stor succé och blev så omtyckt att den kom att bli en fast jultradition fram till 1965. Den sändes direkt varje julafton, men 1963 ville NBC spela in föreställningen i förväg. När Menotti fick höra att detta skulle ske på ett datum då han befann sig utomlands, försökte han få tiden ändrad. Men NBC vägrade och spelade in utan Menottis närvaro eller deltagande. Sändningen användes 1963-1965. Menotti godkände aldrig versionen och när kommande TV-rättigheter av operan blev hans igen i maj 1966 förbjöd han vidare sändningar av operan. Mellan 1966 och 1978 visades inte Amahl and the Night Visitors på amerikansk TV. 1978 gjordes en ny version men den fick aldrig samma status som den gamla versionen.

## Personer
- Amahl (gossopran)
- Modern (sopran eller mezzosopran)
- Kung Kasper (tenor)
- Kung Melker (baryton)
- Kung Baltsar (bas)
- Pagen (bas)
- Dansande herdar, bybor (kör)

## Handling
Nära Betlehem vid tiden för Jesu födelse.
I sitt sökande efter Jesusbarnet bultar de heliga konungarna Kasper, Melker och Baltsar på dörren till en fattig stuga där den 12-årige invaliden Amahl och hans mor bor. Hon blir bländad av kungarnas prakt och försöker stjäla deras guld på natten. Då hon ertappas på bar gärning ursäktar hon sig med att det var för att ge den stackars sonen en gåva. Kungarna blir rörda och låter hennes behålla guldet, eftersom det barn de söker inte har användning för deras dyrbarheter. Amahl vill gärna ge det lilla barnet en gåva, men det enda han äger av jordiska ägodelar är kryckan. Han ger den till kungarna och ber dem överlämna den till Jesusbarnet, och då kan han plötsligt gå utan kryckan och får följa med dem på deras färd till Betlehem.